# فرانسوا فيليو سانت مارتن
فرانسوا فيليو سانت مارتن (بالفرنسية: François Filleau de Saint-Martin)‏ كاتب فرنسي، وُلد عام 1632. عمل فيليو سانت مارتن على ترجمة النسخة الفرنسية من الرواية الإسبانية الشهيرة دون كيخوتي لميجيل دي ثيربانتس، والتي نشرها عام 1677 في أربعة مجلدات. إلا أنه كان قد استبدل النهاية بمعافاة دون كيخوتي من مرضه، بدلًا من موته في الطبعة الأصلية. وقام فيليو سانت مارتن بكتابة تتمة للرواية بالفرنسية تحمل عنوان قصة الفارس المثير للإعجاب دون كيخوتي دي لا مانتشا، إلا أن العمل لم يرى النور بوقتها لموت المؤلف، إلى أن جاء روبرت شال وعمل على استكمال العمل في بدايات القرن الثامن عشر تحت اسم تتمة لقصة الفارس المثير للإعجاب دون كيخوتي دي لا مانتشا والتي ظهرت في جزئين. وتُوفي ما بين عامي 1694 و1695.